# Manas Chakraborty
Manas Chakraborty (Bengalí: মানস চক্রবর্তী Maanosh Chokrobortee) (9 de septiembre de 1942, Barishal, Bangladés † 12 de diciembre de 2012) fue un cantante de música clásica de la India. Pertenecía a una asociación musical llamado Kotali Gharana, iniciado por su padre y su gurú, Sangeetacharya Tarapada Chakraborty. Manas Chakraborty, ha realizado muchas conferencias musicales y varios programas, como Music Conference de 1976, 5th RIMPA Music Festival, Benaras de 1984, Swai Gandharva Sangeet Mahotsav, Pune de 1984 y entre otros. Fue además escritor y compositor. Utilizó su seudonomo, conocido como 'Sadasant' o 'Sadasant Piya', para escribir para una red televiva llamada "Bandish" de Pakistán. Además compuso muchas otras canciones en bengalíes que fueron éxitos.

## Premios
- Heritage Samman por la Sociedad del Patrimonio Mundial, Tower Group (2012)
- Premio Samman Sangeet, presentado por la Dover carril Music Conference (2011)
- Premio Dishari (dos veces) - Asociación de Bengala Occidental Periodistas
- Premio Maharishi (1987) - Centro Mundial de Maharishi Gandharva Veda en Reino Unido Roydon Salón
- Premio en Memoria de Girija Shankar (1989) - Girija Shankar Smriti Parishad
- Premio Jadubhatta (1995) - Salt Lake Asociación Cultural, Kolkata
- Premio al Ciudadano Sobresaliente (2000) - Union Enseñanza del Inglés.
- Premio a la excelencia en el 15 Maestro Dinanath Mangeshkar Sangeet Sammellan - Samrat Academia Sangeet (Goa).
- Felicitado por Rotary International
- Felicitado por Dover Lane Music Conferencia (1992), en su 50 aniversario de nacimiento
- Felicitado por Kotalipara Sammelani (2000)
- Felicitado por Samatat por su contribución en el campo de las artes y la música india
- Premio a la Trayectoria de Mohanananda Brahmachari Sishu Seva Pratisthan